# دونالد وودز وینیکات
دونالد وودز وینیکات (به انگلیسی: Donald Woods Winnicott) پزشک و روان‌شناس اطفال، و روانکاو انگلیسی، که از اعضای مکتب تئوری رابطه اشیاء و تحت تأثیر ملانی کلاین بوده‌است.دونالد وودز وینیکات متولد ۷ آوریل ۱۸۹۶، در پلایموت، دوون انگلستان به دنیا آمد. وی از نظریه پردازان معروف شخصیت بود که شهرت وی در شاخهٔ نظریه روابط ابژه و روان‌شناسی رشد می‌باشد. او را با ایده‌هایش در مورد والدین به حد کافی خوب (good enough parents)، خود حقیقی (true self) و خود کاذب (False self) می‌شناسند.

## نظرات
وینیکات اغلب گفته‌است که چیزی به‌عنوان یک کودک وجود ندارد، یعنی که یک کودک نمی‌تواند بیرون از رابطه‌ای با یک دایه وجود داشته باشد. رشد ثمربخش کودک بسته به مهیا سازی محیط تسهیل‌کننده‌ای توسط یک مادر «به‌قدر کفایت شایسته» است. واژه گزینی او در اینجا نشانگر تلاش برای احتراز از ایده‌آل سازی نقش مادر است. مراقبت مادرانه به‌قدر کفایت شایسته موجب رشد و نمو تدریجی به‌سوی استقلال است؛ و نبود آن می‌تواند به ایجاد نفس کاذبی منجر شود که با مقتضیات محیطی تبانی کرده و نفس راستین را نهان می‌سازد.
اشتهار وینیکات به خاطر طرح تصور «ابژه انتقالی» در تفکر روان‌کاوانه است. این ابژه، نوعاً، شیی یا ابژه‌ای مادی نظیر یک پتو است که کودک تعلق عاطفی شدیدی به آن نشان می‌دهد. این ابژه به کودک اجازه می‌دهد تا از رابطه شفاهی اولیه با مادر به روابط ابژگانی راستین رو کند. این ابژه گشتاری، که حاصل نخستین تجربه کودک از چیزی است که به او تعلق ندارد، امکان تفاوت گذاری فضایی اولیه‌ای میان خود و غیر خود را ایجاد می‌کند.